# Деринкую (подземный город)

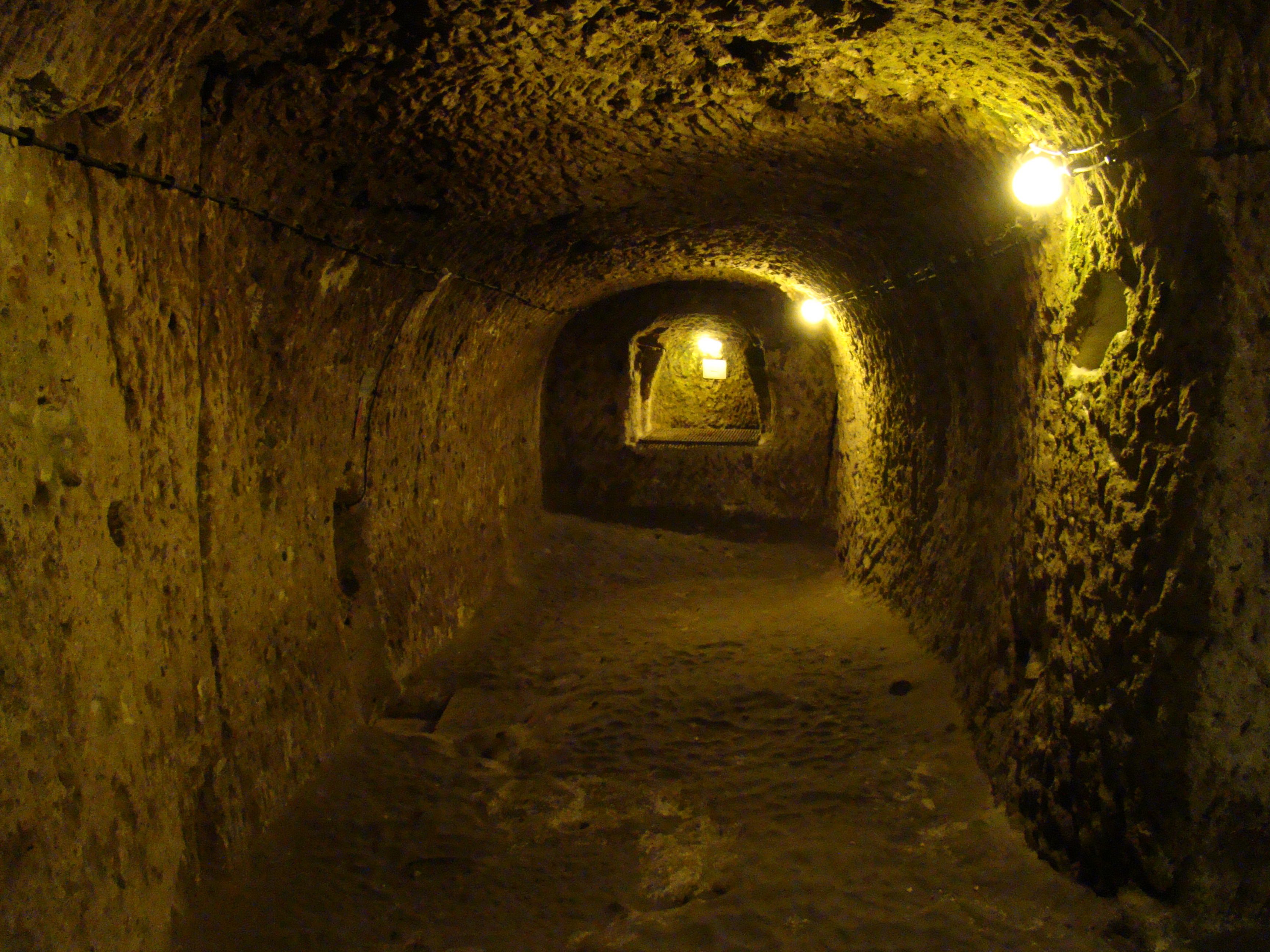
Один из тоннелей подземного города

Деринкую́ (тур. Derinkuyu — «глубокий колодец») — древний многоярусный подземный город, крупнейшее доступное для туристов пещерное поселение Каппадокии. Находится под посёлком Деринкую в одноимённом районе на территории современной Турции, в 29 км от крупнейшего подземного города — Невшехира. Вместе с соседним городом Каймаклы это один из лучших образцов подземных жилых сооружений.
Город построен в II—I тысячелетии до н. э, обнаружен в 1963 году и спустя два года открыт для туристов. Здесь люди на протяжении веков скрывались от набегов врагов, религиозных преследований и прочих опасностей. Достигая глубины около 60 м (8 ярусов), в древние времена город мог приютить до 20 тысяч человек вместе с продовольствием и домашним скотом. Площадь города точно не установлена: она составляет 1,5—2,5 км² либо 4 × 4 км. Учёные полагают, что ныне исследовано лишь 10—15 % всей территории города.

## История
Подземный город Деринкую был выдолблен в мягком туфе — типичной для Каппадокии вулканической породе. По поводу его происхождения до сих пор ведутся споры: по утверждению Министерства культуры Турции, город был основан в VIII—VII веках до н. э. переселившимися сюда фригийскими племенами. По другой версии, Деринкую был построен ещё раньше, в 1900—1200 годах до н. э., когда эти земли населяли хетты.
До прихода хеттов эти земли населяли хатты — народ, населявший страну Хатти в центральной и юго-восточной части Анатолии (нынешняя Турция) в период 2500—2000/1700 годов до н. э. в эпоху раннего и среднего бронзового века. Название страны и народа позднее унаследовали покорившие их хетты, которые относились к другой языковой семье. Царство Хатти до захвата и ассимиляции коренных племён хеттами просуществовало тысячу лет, так что, скорее всего, подземные города были построены ранее населявшими эти места хаттами.
Некоторые связывают происхождение пещерного города с зороастризмом. Во второй главе священной книги «Вендидад» есть упоминания о подземных убежищах, схожих с Деринкую и соседними подземными городами. По легенде, они были сооружёны иранским царём Джамшидом по указанию верховного бога Ахурамазды. Исходя из этого, многие учёные полагают, что город Деринкую был построен мидийцами или же персами.
В период персидского владычества (VI—IV века до н. э.) город впервые стал пристанищем для беженцев. Во времена Византийской империи город стали называть Малакопи́ей (греч. Μαλακοπαία), а примерно в V веке н. э. здесь поселились христиане, расширившие подземелье. Об их проживании в городе говорит наличие подземных школ, церквей и винных подвалов. Здесь они скрывались от набегов кочевников и преследований со стороны исламских государств Омейядов и Аббасидов. Активная жизнь в Деринкую шла вплоть до VIII века, хотя некоторые здешние находки датируются X веком.
Долгое время город находился в забвении. Со временем местные фермеры начали использовать его хорошо вентилируемые прохладные залы в качестве складов. В 1963 году город был открыт археологами, когда один местный житель нечаянно обнаружил за стеной своего дома некую таинственную комнату. К 1965 году пещеры города были расчищены и открыты для посещения туристами.

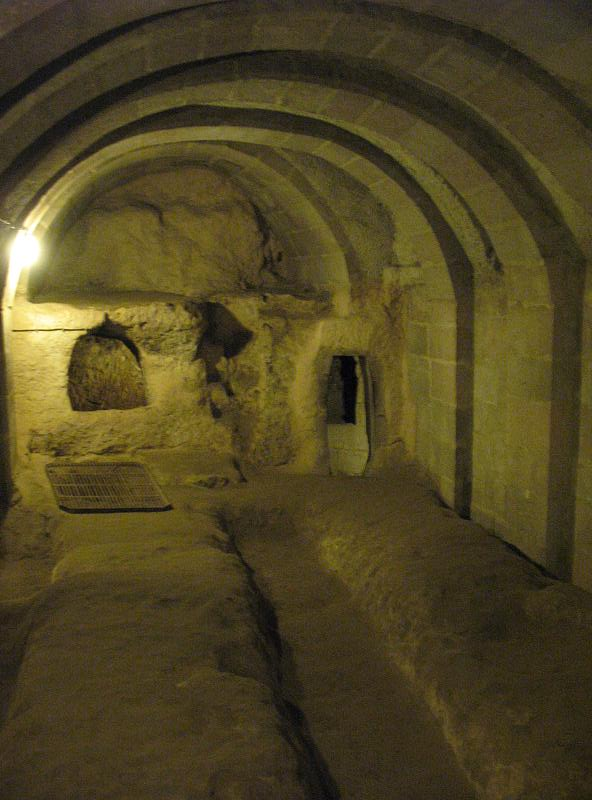
Зал духовного училища

## Условия жизни
Геологической особенностью Каппадокии является мягкий вулканический туф — идеальная порода для строительства подземных городов, так как она легко поддаётся обработке и твердеет под воздействием воздуха. Поэтому здесь легко можно было выкопать жилище, и люди селились под землёй целыми семьями: в своё время подземный город Деринкую мог вместить 20 тысяч человек с домашним скотом и съестными припасами. Здесь имелись все необходимые удобства, обнаруженные и в других подземных комплексах Каппадокии: жилые помещения, вентиляционные шахты и колодцы, хлева и конюшни, кухни и столовые, пекарни, прессы для отжима масла и винограда, амбары и винные погреба, церкви и часовни, а также мастерские, где изготовлялось всё необходимое. Есть сведения, что в подземном городе было даже кладбище.
Подземелье Деринкую представляет собой сложную разветвлённую систему комнат, залов, тоннелей и колодцев, расходящихся вниз (перекрыты решётками), вверх и в стороны. Город строился таким образом, чтобы его было невозможно захватить. Были предусмотрены все меры предосторожности: в случае опасности входы закрывались огромными валунами, и даже если противник преодолел бы их, ему вряд ли удалось бы выбраться обратно на поверхность, не зная потайных ходов и плана лабиринтов. Вероятно, город строился таким образом именно в расчёте на то, чтобы в его устройстве хорошо ориентировались только его жители, а враги, напротив, моментально терялись.
По поводу того, жили ли люди под землёй постоянно или периодически, нет единого мнения. По одной версии, жители Деринкую выходили на поверхность только для возделывания полей, по другой — они жили в наземном селении и прятались под землю только во время набегов. В последнем случае они быстро ликвидировали признаки жизни на поверхности и уходили под землю, чтобы скрываться там на протяжении нескольких недель.

## Описание
Подземный город расположен на восьми уровнях, достигая глубины 55—60 м. Размеры до сих пор не выяснены окончательно: площадь города колеблется в пределах 1,5—2,5 км² (по другим данным, 4 × 4 км). Нижний этаж находится на глубине 54 м от уровня главного входа. Учёные утверждают, что на данный момент открыто лишь 10—15 % всей территории города. Предполагается, что в городе всего не 8, а целых 12 ярусов, хотя некоторые строят гипотезы о наличии ещё 20 неоткрытых этажей.
Вход в подземелье находится в одноэтажном доме в селении Деринкую, расположенном на плоскогорье высотой 1355 м над уровнем моря. Все залы и туннели достаточно хорошо освещаются и вентилируются. Температура внутри колеблется от 13 до 15 °C. Для связи между этажами во многих местах в полу небольшие отверстия.
На первом уровне находились конюшни, давильный пресс для винограда и массивный свод. Глубже размещались жилые помещения, кухня и церковь. На втором ярусе находится уникальное для подземных городов помещение, отличительная черта Деринкую — большой зал со сводчатым потолком. По-видимому, в нём и в соседних комнатах размещалось духовное училище. На третьем и четвёртом ярусах располагались оружейные склады. По лестнице между ними можно попасть в церковь крестообразной формы размерами 20 × 9 м. Посвящённый святым бессребреникам, одно время этот храм славился своими чудесами. Далее вниз ведёт узкий тоннель (высота потолка 160—170 см), по бокам которого расположены пустые камеры. При спуске вниз потолки становятся всё ниже, а проходы всё уже. На нижнем восьмом этаже находится просторный зал, возможно, предназначавшийся для собраний.

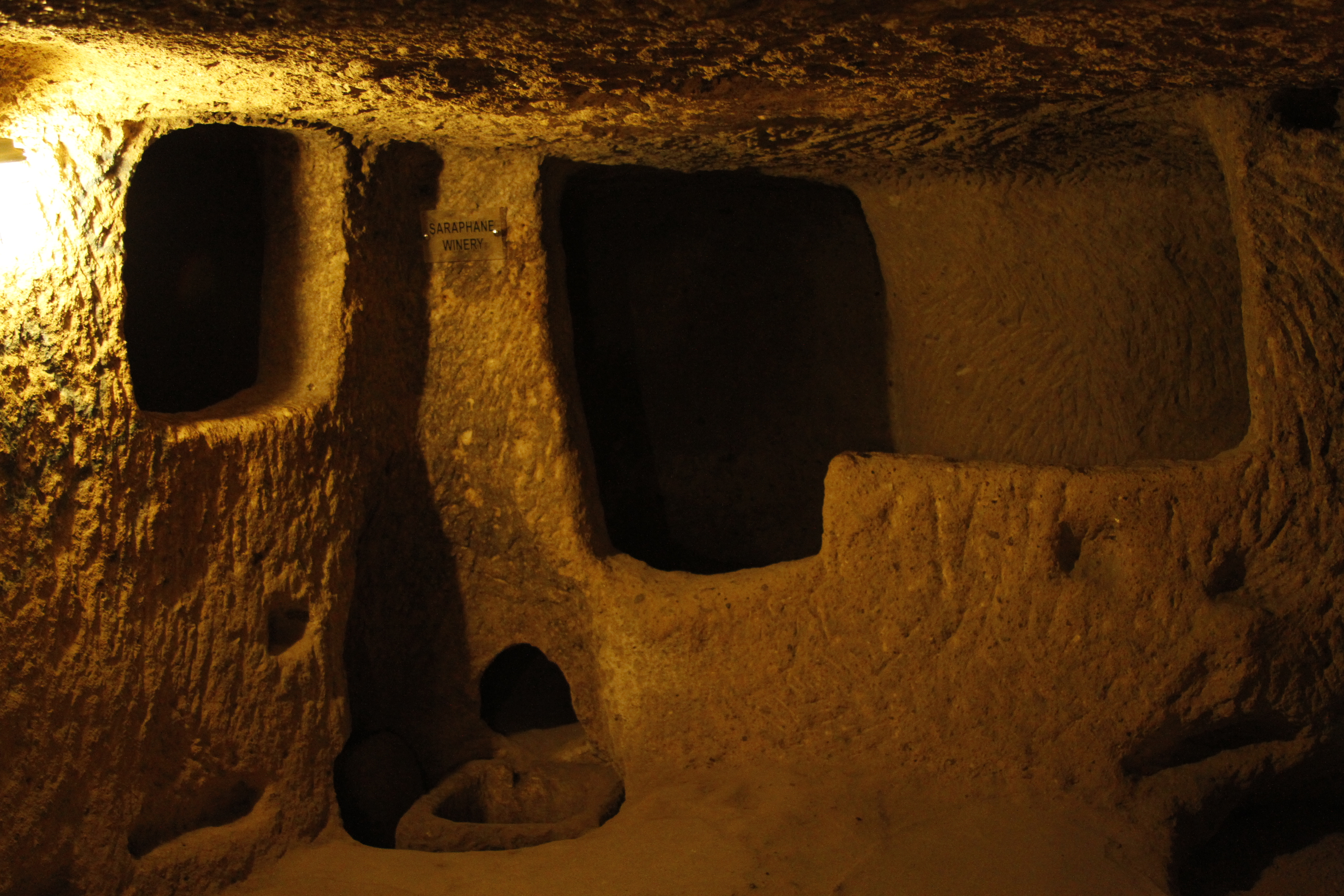
Место, где находился винный пресс

Изнутри город закрывался с помощью больших каменных дверей, ими можно было перекрыть доступ к отдельным комнатам или даже к целым этажам. Каждая дверь представляет собой большой каменный диск высотой 1-1,5 м, толщиной 30-35 см и массой 200—500 кг. Двери открывались с помощью находящихся внутри них отверстий, причём только с внутренней стороны и усилиями минимум двух человек. Эти отверстия могли также выполнять роль дверных глазков.
Вертикальные вентиляционные шахты (всего их 52) внизу доходят до грунтовых вод и ранее служили одновременно колодцами. Город славится очень сложной системой вентиляции и водоснабжения, что поразительно для столь раннего исторического периода. До 1962 года население посёлка Деринкую удовлетворяло потребность в воде из этих колодцев. Чтобы избежать отравления воды во время нашествия врагов, выходные отверстия некоторых колодцев тщательно закрывались и маскировались. Помимо этого были и специальные вентиляционные шахты, искусно спрятанные в скалах. Часто под колодцы маскировались потайные ходы, которых на данный момент обнаружено около 600. Некоторые из них находятся прямо в наземных хижинах.

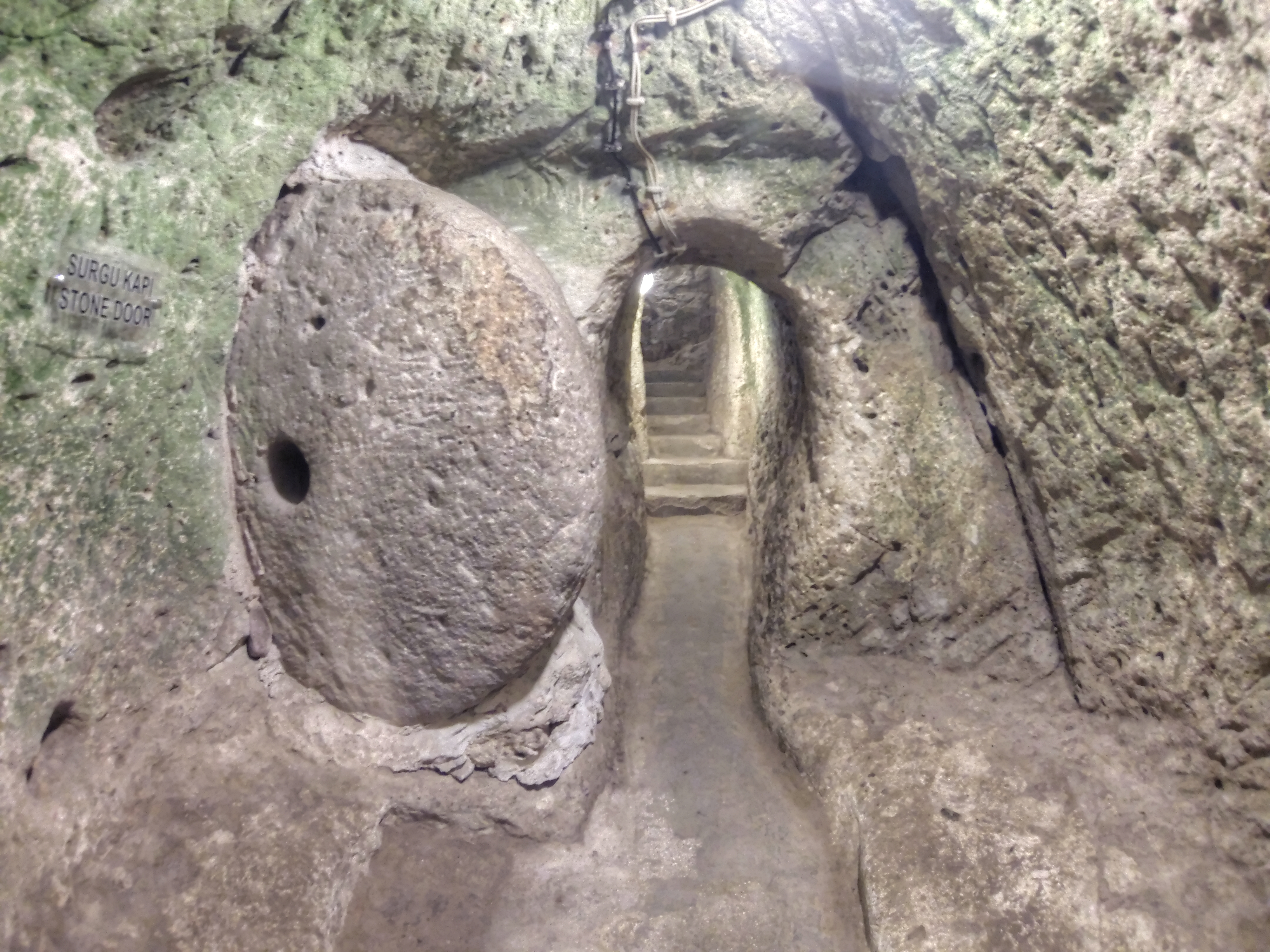
Один из узких проходов с дверью-диском слева

## Другие подземные города
В провинции Невшехир имеются и другие подземные города, связанные между собой многокилометровыми туннелями. Один из них — Каймаклы соединяется с Деринкую туннелем длиной в 8—9 км. В области между городами Кайсери и Невшехиром были открыты более 200 пещерных городов, каждый из них уходит под землю не менее, чем на два этажа. Причём 40 из них достигают глубины в три яруса. Подземные города в Деринкую и Каймаклы являются одними из лучших образцов подземных жилых сооружений.
Сейчас подземные города Каппадокии привлекают множество туристов, однако внутри они по большей части пустуют.

## Фильмография
- «Древние пришельцы. Подземные пришельцы» (англ. Ancient Aliens. Underground Aliens) — научно-популярный фильм (History Channel, 2011)

## Комментарии
1. ↑  Есть информация, что на первом ярусе их число доходит до 15 тысяч.